# Parc national de Puurijärvi-Isosuo
Le parc national de Puurijärvi-Isosuo (Puurijärven ja Isosuon kansallispuisto en finnois) est un parc national situé dans les régions de Pirkanmaa et Satakunta en Finlande. Il se compose principalement de grandes zones marécageuses et du lac Puurijärvi.  

## Présentation
Créé en 1993, il couvre une surface de 27 km2. Il englobe la totalité du lac Puurijärvi, qui lui a donné son nom, ainsi qu’une partie de la plaine alluviale du Kokemäenjoki et des marécages alentour. Les rives alluviales de Kokemäenjoki sont à l’état presque naturel ici.